# Рагоза, Александр Францевич
Алекса́ндр Фра́нцевич Рагоза́ (8 [20] июня 1858, Витебск — 29 июня 1919, Одесса) — русский военачальник, генерал от инфантерии, в 1918 году — военный министр Украинской Державы.

## Биография
Православный. Из дворян Витебской губернии. Сын офицера-артиллериста, полковника (с 1873 года), дворянина Витебской губернии Франца Мартыновича Рагозы.
Имел младших братьев: Евгения, 1870 года рождения, — офицера-артиллериста, штабс-капитана (погиб в 1904 году на русско-японской войне), и Алексея, 1875 года рождения, — офицера-артиллериста, полковника (1917), участника Первой мировой войны, награждённого многими орденами и Георгиевским оружием.
Обучался в Полоцкой военной гимназии, по окончании которой поступил в 1874 году на военную службу и продолжил учёбу в Михайловском артиллерийском училище (г. С.-Петербург).
По окончании училища по 1-му разряду — выпущен в 3-ю гвардейскую гренадерскую артиллерийскую бригаду (г. Варшава). В мае 1877 года произведен в подпоручики.
Вскоре принял боевое крещение на русско-турецкой войне 1877—1878 годов. Воевал молодой офицер мужественно, о чём свидетельствуют его боевые награды — ордена Святой Анны 4-й степени с надписью «За храбрость», Святого Станислава 3-й степени с мечами и бантом, Святой Анны 3-й степени с мечами и бантом и  Святого Станислава 2-й степени с мечами.
В 1883 году окончил Николаевскую академию Генерального штаба по 1-му разряду и был произведен в штабс-капитаны Генерального штаба.
С 22 ноября 1883 года — старший адъютант штаба 5-й пехотной дивизии, с 11 января 1888 года — помощник старшего адъютанта штаба Приамурского военного округа, с 01.07.1888 — старший адъютант военной канцелярии при военном губернаторе Приморской области. С 28.01.1891 — начальник строевого отдела штаба Керченской крепости. С 04.09.1896 — начальник штаба 32-й, с 10 марта 1898 — 5-й, пехотной дивизии.
С августа 1892 года — полковник Генштаба, с марта 1904 года — генерал-майор Генштаба.
С 27 апреля 1900 года — командир 18-го пехотного Вологодского полка, с 02.03.1904 — командир 1-й бригады 27-й пехотной дивизии. С 22.10.1904 — начальник штаба 3-го армейского корпуса, с 16.06.1906 — комендант Усть-Двинской крепости.
В мирные годы за отлично-усердную службу был награждён орденами Святой Анны 2-й степени, Святого  Владимира 4-й степени, Святого Владимира 3-й степени, Святого Станислава 1-й степени, Святой Анны 1-й степени, румынским орденом Короны Румынии 2-го класса, а также памятными и юбилейными медалями.
С апреля 1908 года — генерал-лейтенант.
С 17 марта 1909 года — начальник 19-й пехотной дивизии, с которой вступил в войну.
На 1914 год — вдовец, имел дочь 1899 года рождения.

### Первая мировая война
27 сентября 1914 года генерал-лейтенант Рагоза был назначен командиром 25-го армейского корпуса, а 6 декабря 1914 произведен в генералы от инфантерии.
В июне 1915 года 25-й армейский корпус Рагозы принял участие в успешном контрнаступлении у Красника. Во главе корпуса генерал отличился во время сражений при Вильколазе и Уржендове в конце июня 1915 года, разгромив 4-ю австро-венгерскую армию эрцгерцога Иосифа-Фердинанда.

Боевые заслуги военачальника были отмечены орденами Святого Владимира 2-й степени с мечами, Белого Орла с мечами, а также — орденом Святого Георгия 4-й степени 
... за то, что искусно, спокойно и твёрдо руководя боем корпуса, при наступлении частей его корпуса 22-го и 23-го июня 1915 года в бою под Опатовым, не только остановил наступление 10-го австрийского корпуса, неотступно наседавшего на отходивший 15-й корпус, но и заставил противника свернуть в Красникский район значительные силы, следовавшие восточнее шоссе, всего свыше 90 батальонов, и прекратить наступление на всём фронте 3-й армии до р. Буга; 22-го июня, находясь лично в д.д. Вержбицы и Моняки под сильным артиллерийским огнём, ободрял отходившие части правого фланга 15-го корпуса; спокойная уверенность в твёрдом положении его корпуса дала возможность командующему армией развивать наступление и в последующие дни, причём частями 25-го, 15-го армейских и 6-го Сибирского корпусов противнику нанесены громадные потери: одними пленными более 22000 человек, из них 25-м корпусом взято в плен 151 офицер, 12261 нижних чинов и 11 пулемётов.
После тяжелого отступления русской армии из Польши в Белоруссию осенью 1915 года и создания Западного фронта со штабом в Минске Александр Францевич 20 сентября 1915 получил назначение на должность командующего 4-й армией, входившей в состав этого фронта. Под его командованием 4-я армия «намертво» зацепилась за Барановичи, и фронт здесь буквально «закаменел» на два года вперед. Все попытки немцев развить наступление дальше, на Минск, были тщетны. 6 октября 1915 года заслуги генерала были отмечены орденом Святого Александра Невского с мечами.
В марте 1916 года одновременно возглавлял вместо заболевшего генерала от инфантерии В. В. Смирнова также и войска 2-й армии. На находившиеся под командованием Рагозы войска возлагался главный удар в планируемом Ставкой наступлении 1916 года. Рагоза разделил войска 2-й армии на три группы и резерв. Правофланговая группа генерала от кавалерии М. М. Плешкова: 1-й Сибирский армейский корпус (ген. Плешков), 1-й армейский корпус (генерал от инфантерии А. А. Душкевич), 27-й армейский корпус (генерал от инфантерии Д. В. Баланин), Центральная группа генерала от инфантерии Л. О. Сирелиуса: 4-й Сибирский армейский корпус (ген. Сирелиус) и 34-й армейский корпус (генерал от инфантерии Ф. М. Вебель); Левофланговая группа генерала от инфантерии П. С. Балуева: 5-й армейский корпус (ген. Балуев), 3-й Сибирский армейский корпус (генерал-лейтенант В. О. Трофимов), 25-й армейский корпус (генерал-лейтенант П. А. Парчевский) резерв: 3-й Кавказский армейский корпус (генерал от артиллерии В. А. Ирман), 15-й армейский корпус (генерал-лейтенант Ф. И. Торклус), 36-й армейский корпус (генерал-лейтенант Н. Н. Короткевич). 5(18) марта началась Нарочская операция. Группы Плешкова и Сирелиуса, понеся огромные потери, успеха не добились. Некоторых успехов добилась лишь группа Балуева. 15(28) марта из-за больших потерь и отсутствия результатов Нарочская операция была остановлена, 2-я армия потеряла около 90 тыс. чел. (в том числе ок. 20 тыс. убитыми), 10-я германская армия потеряла около 10 тыс. чел. В апреле 1916 года сдал командование 2-й армией вернувшемуся на фронт генералу Смирнову.
В июне 1916-го возглавлял наступательную операцию в районе Барановичей.
В ноябре 1916 года управление 4-й армии было переведено из Белоруссии на Румынский фронт, где в декабре того же года вновь сформированная 4-я армия под командованием генерала от инфантерии А. Ф. Рагозы вела тяжелые оборонительные бои на реке Рымник.
После февральской революции 1917 года Александр Францевич Рагоза был одним из немногих старших военачальников русской армии, кто сохранил пост командарма. В течение марта — апреля 1917-го он временно командовал Румынским фронтом, причем какое-то время ему были подчинены и союзные 1-я и 2-я румынские армии. Король Румынии отметил заслуги Рагозы орденом Михая Храброго 3-го класса.

### Революция и гражданская война
21 ноября 1917 года большевистским Военно-революционным комитетом был отстранён от командования 4-й армией и вскоре уволен из русской армии.
В 1918 году служил в армии Украинской державы. В правительстве П. П. Скоропадского с 30 апреля по 13 декабря 1918 года занимал пост военного министра. Имел высший в армии Украинской Державы чин — генеральный бунчужный (равен генералу от инфантерии или генерал-полковнику).
После поражения гетманата и захвата власти петлюровцами генерал Рагоза переходить на службу в армию УНР не стал, — выехал в Одессу, занятую войсками Антанты и белогвардейцами. Имел намерение поступить на службу в армию генерала Деникина или эмигрировать, но, после эвакуации интервентов из Одессы, в силу сложившихся обстоятельств, был вынужден остаться в городе.
Вскоре в Одессе, занятой «красными» войсками комбрига Григорьева, был арестован чекистами. Служить в Красной армии отказался.
Расстрелян большевистским ЧК 29 июня 1919 года в Одессе, в гараже здания ЧК на Екатерининской площади.